# 트로트 팡팡
원주문화방송(주) (wjmbc.co.kr)
Youtube 트로트팡팡 채널
트로트 팡팡은 원주MBC 표준FM(FM 92.7/102.5MHz)에서 주말 오후 2시 5분부터 오후 4시까지 방송되는 트로트 전문 라디오 프로그램이다. 
피디는 박지현 아나운서, 진행자는 방송인 노기환과 김용석 아나운서이다. 
매주 목요일 오후 1시부터 유튜브로 라이브 송출되는 보이는 라디오이다.

## 요일별 코너

### 토요일
- 서바이벌 라이브 뮤직 버라이어티 트로트쇼
- 초대가수 남, 녀 1인씩 2명
- 4라운드의 음악퀴즈를 풀고 승자가 노래하는 형식의 보이는 라디오 방송 1라운드 : 서로서로퀴즈 2라운드 : 개굴퀴즈 3라운드 : 1초퀴즈 4라운드 : 스피드퀴즈

### 일요일
- 나도 트로트 가수다 (노래강사 한경아)
- 트로트TMI (가수 이한)
- 트로트 하이웨이

## 같이 보기
- 원주문화방송
- MBC 표준FM
- 박준형, 박영진의 2시만세